# Carema
Carema é uma comuna italiana da região do Piemonte, província de Turim, com cerca de 769 habitantes. Estende-se por uma área de 10 km², tendo uma densidade populacional de 77 hab/km². Faz fronteira com Perloz (AO), Lillianes (AO), Donnas (AO), Pont-Saint-Martin (AO), Settimo Vittone, Quincinetto.

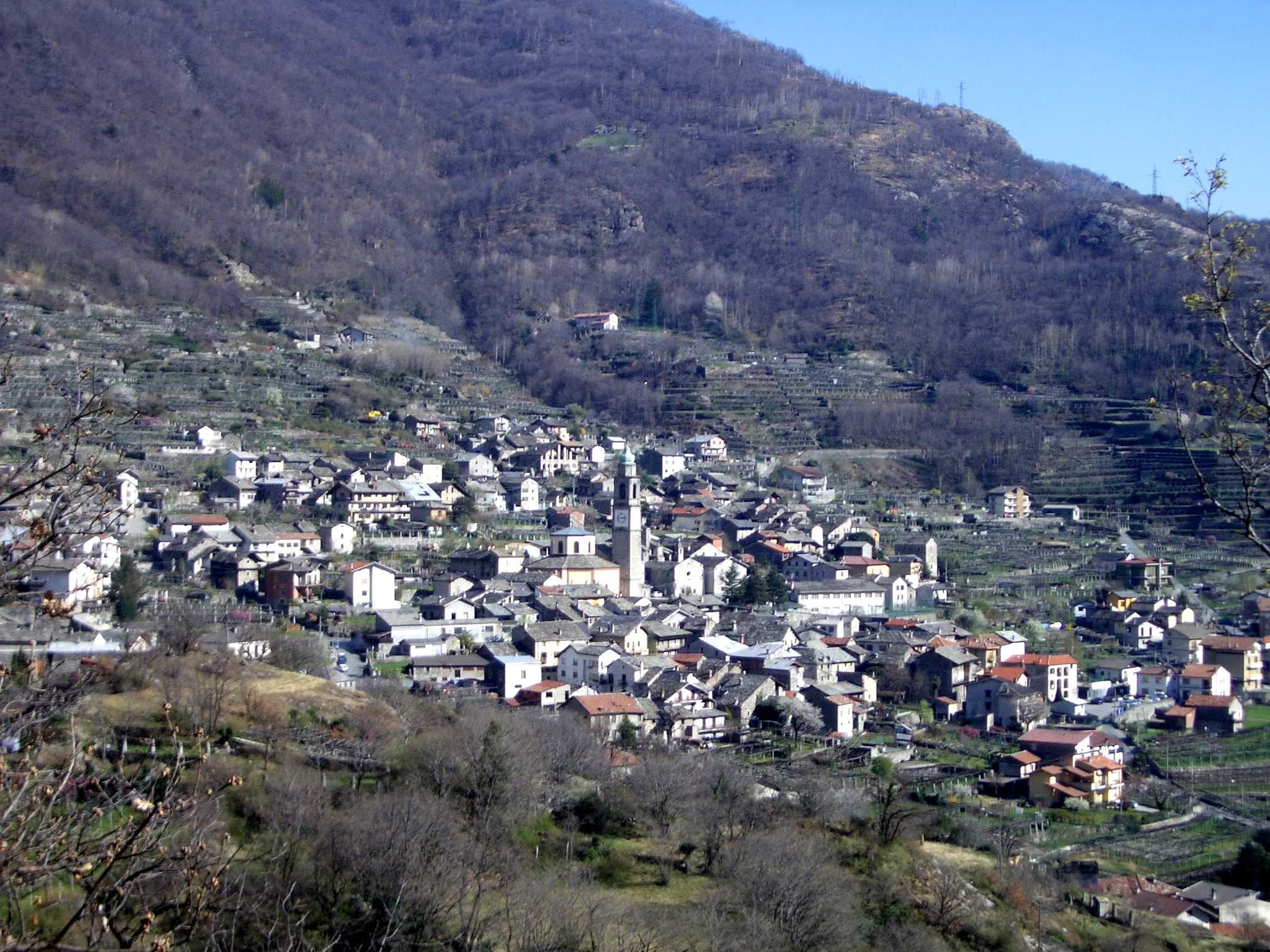
Carema
(visão panorâmica)

## Demografia
| Variação demográfica do município entre 1861 e 2011                               |
|                                                                                   |
| Fonte: Istituto Nazionale di Statistica (ISTAT) - Elaboração gráfica da Wikipedia |